# Zaira arrisor
Zaira arrisor là một loài ruồi trong họ Tachinidae.